# 艾德文·卡特姆
艾德文·厄尔·卡特姆（英語：Edwin Earl Catmull，1945年3月31日—），美国计算机科学家，迪士尼动画工作室和皮克斯动画工作室现任总裁，皮克斯的创始人之一。作为计算机科学家，卡特姆为计算机图形学作出了许多重大的贡献。

## 生平
1945年生于西弗吉尼亚州帕克斯堡。早年的时候，卡特姆受到迪士尼的电影比如《彼得·潘》和《木偶奇遇记》的吸引，并梦想成为一个动画师。他最初甚至使用手翻书制作动画，不过，他发现自己擅长的是别的东西。因此，他并未在电影行业中谋求职位，而是进入犹他大学，发挥自己的数学才能、研究物理和计算机科学。毕业后，他在西雅图波音公司当了一段时间的程序员，并于1970年秋天回到犹他大学读研究所。
回到大学后，他成为了伊万·萨瑟兰的学生，和佛雷德·帕克、詹姆斯·H·克拉克、约翰·沃诺克和阿兰·凯一起上他的课。从萨瑟兰的绘图程序Sketchpad中，他意识到新兴的计算机图形学将成为动画行业的基础，这刚好结合了他的爱好——技术和动画，并决心投身于这一行。在那段时间，他发明了两个计算机图形学的基本技术：纹理映射和B样条，设计算法实现反走样，完善了细分曲面技术，还独立发明了Z通道，该技术在之前几个月已经由Wolfgang Straßer在他的博士论文中描述。1973年，卡特姆对电影行业做出了第一次贡献，他自己左手的动画版本被好莱坞制片放在了1976年的电影《未来世界》里，这是科幻片《西部世界》的续集，是第一部使用三维计算机图形的影片。
1974年，卡特姆研究生毕业，并到Applicon公司工作。同年11月，纽约理工学院的创始人Alexander Schure联系到他，并让他担任学院新成立的计算机图形学实验室的主管，这是卡特姆难以拒绝的职位。Schure也对动画很感兴趣，而且他正在进行一个名为Tubby the Tuba的动画长片项目，但是进展很缓慢，因此他一直在想办法加快进度。他听说了艾德·卡特姆，并认为这就是他要找的人。在新的职位上，卡特姆组建了一个极富才华的二维动画研究小组，并集中精力于协助动画师的工具。他们写了一个称为Paint的绘图程序，动画软件SoftCel和其他软件。Paint可以视为迪士尼公司的计算机动画生产系统——商业动画程序Tween的早期版本，该程序被用于一个名为3Measure for Measure2的视频中，灵感来源于Nestor Burtnyk和Marcelli Wein建立的一个实验计算机动画系统，该系统可以自动产生动画中间帧。
卡特姆和他的团队最终离开了二维动画，开始致力于三维计算机图形学，进入了电影行业。70年代末期，由于种种原因，计算机图形学实验室的情况变得比较困难，即使技术在进步，他们仍然感觉没有实际的进展。不过他们的努力引起了一些好莱坞巨头的注意，比如卢卡斯影业的乔治·卢卡斯，和弗朗西斯·福特·科波拉。科波拉想要一个能在电影里加入数字特效和引入数字剪辑的部门，卡特姆和科波拉在旧金山进行了几次会谈。但他担心当时导演滥用药物的问题会阻碍开发，因此谢绝了合作要求。卢卡斯之前和一个叫Triple-I的公司达成了协议，要求他们制作星球大战中一个X型机翼的战斗机的数字模型，他们做了，虽然卢卡斯并没有在影片中使用，但他看到了计算机绘图（CGI）的潜力。卡特姆和埃尔维·雷·史密斯觉得卢卡斯是合适的雇主，而且他们知道Triple-I所做的还可以改进。史密斯到加州参加了一个会议，会议很成功，纽约技术研究院的计算机研究小组有机会进入电影行业，研究计算机动画了。卡特姆第一个离开了研究院，并在1979年成为卢卡斯影业计算机图形学部门的副主管。
在卢卡斯影业，卡特姆协助开发了数字图像合成技术，该技术能以令人信服的方式合并多个图像。之后，在1986年，史提夫·乔布斯买下卢卡斯影业的计算机部门，成立了皮克斯，卡特姆担任首先技术官。在皮克斯，他是RenderMan渲染系统的关键开发者，该系统应用于《玩具总动员》和《寻找尼莫》等影片中。
2006年1月迪士尼收购皮克斯后，迪士尼的首席执行官罗伯特·艾格让卡特姆和约翰·拉赛特重振加州伯班克的迪士尼动画工作室。根据洛杉矶时报的一篇文章，他们的做法是允许导演之间更多的相互合作，并允许他们使用传统动画技术。而前任总裁迈克尔·艾斯纳则刚好相反，他认为迪士尼应该只做电脑动画。
2018年10月23日，卡特姆宣布将计划辞去迪士尼动画工作室和皮克斯动画工作室的总裁职务，在2019年7月之后仅担任迪士尼动画工作室和皮克斯动画工作室的顾问一职。
2022年3月3日，电子游戏开发公司thatgamecompany宣布聘请卡特姆担任高级顾问，为公司战略方向和创意文化提供协助。

## 荣誉
1993年，由于开发PRMan渲染器，使计算机生成的模型可以渲染成电影里使用的画面，他第一次被电影艺术和科学院授予奥斯卡科技成果奖。
1995年，他成为美国计算机协会的成员。
1996年，由于早期在数字图像合成技术的贡献，他再次被授予奥斯卡科技成果奖。
2001年，由于对电影渲染技术的重要促进，比如皮克斯的RenderMan的开发，他获得了奥斯卡奖。
2009年2月的81届奥斯卡金像奖，卡特姆被授予戈登·E·索耶奖，这是表彰电影行业重大技术贡献者的一个个人奖项。
2020年， 由於他對於3D電腦圖學的基本貢獻，以及這些技術對電影製作和其他應用中的電腦生成圖像（CGI）的革命性影響，獲得了圖靈獎。